# ルヴォ・マニョンガ
ルヴォ・マニョンガ（Luvo Manyonga, 1991年1月8日 - )は、南アフリカ出身の陸上競技選手。専門は走幅跳。自己ベストは8m65でアフリカ記録保持者。2017年世界陸上競技選手権大会の優勝者。

## 概要
マニョンガは、南アフリカ南西部のパールにあるメベックニ村で育った。父のジョンはフォークリフトの運転手で母親、ジョイスは家政婦で共働きだった。幼少期は貧困のあまり機能不全を起こし苦しんだ時期もあった。小学生時代マニョンガは地元の陸上競技大会の走幅跳に参加し、才能が明らかになった。その時の地元のコーチ、マリオスミスは、その能力に驚きすぐにプロへと向けてマニョンガを支援した。
マニョンガは2009年にアフリカジュニア陸上選手権に出場するまでの選手になり初めての国際大会への出場を果たした。アフリカジュニア陸上選手権は、モーリシャスで行われ、金メダルを目指し7ｍ49cmを跳んだマニョンガはその年走幅跳で7ｍ65cmを跳び三段跳でも15ｍ54cm跳んだ。
2017年イギリスのロンドンで行われた世界選手権に出場し8ｍ48cmで跳んで優勝した。

## 自己記録

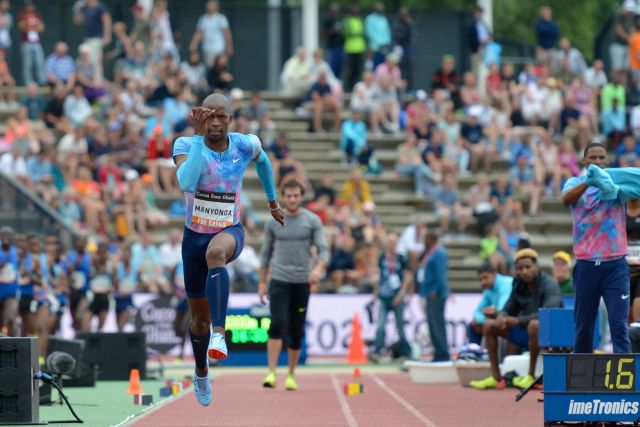
2017年のダイヤモンドリーグでのマニョンガ

| 種目   | 記録   | 風速 | 開催場所            | 年月日        | 備考           |
| 100ｍ  | 10秒39 | +2.1 | Pretoria (RSA)      | 2017年3月3日  | 追い風参考記録 |
| 走幅跳 | 8ｍ65  | +1.3 | Potchefstroom (RSA) | 2017年4月22日 | アフリカ記録   |
| 三段跳 | 15ｍ71 | +1.0 | Germiston (RSA)     | 2010年4月10日 |                |